# Anodocheilus guatemalensis
Anodocheilus guatemalensis is een keversoort uit de familie waterroofkevers (Dytiscidae). De wetenschappelijke naam van de soort is voor het eerst geldig gepubliceerd in 1910 door Zaitzev.